# 小田急線刺傷事件
小田急線刺傷事件（おだきゅうせんししょうじけん）は、2021年8月6日に東京都世田谷区内を走行中の小田急電鉄小田原線車内で発生した無差別刺傷事件である。
乗客の女子大生が重傷を負うなど、合わせて10名が負傷した。また、犯行後の加害者の言動からフェミサイドの可能性が指摘された（後述）。

## 概要
2021年8月6日20時30分頃、成城学園前駅 - 祖師ヶ谷大蔵駅間を走行中の小田急小田原線車内で、36歳の無職の男が牛刀を振り回し乗客を負傷させた。まず男は逆手に持った牛刀で7号車（5156号車）にいた20歳の女子大学生の胸を2回刺した。女性が逃げると追いかけて背中を刺すなどし、牛刀の柄が折れて使用できなくなるまで切りつけた。さらに男はサラダ油を8号車（5106号車）の床に撒いてライターで着火しようと試みたが失敗した。
男は緊急停車後に乗客がドアコックを使って開けていた9号車（5006号車）のドアから下車し、高架橋を下りて現場から逃走したが、同日22時頃に杉並区高井戸西のファミリーマート高井戸西一丁目店に入店し、店員に「いまニュースでやっている事件は私がやった」と話した。その後、店員の通報で駆け付けた警察官に殺人未遂容疑で逮捕された。犯人が犯行現場を快速急行の車内としたのは、停車駅が少なく犯行しやすいからだと供述している。この影響により小田急電鉄全線のダイヤが大きく乱れ、小田急ロマンスカーは全列車の運休を決定、直通運転先の東京メトロ千代田線も終日直通運転を中止した。
本事件を皮切りに、2021年10月の京王線刺傷事件など列車内での事件が相次いだため、国土交通省は鉄道事業者に対し、新規の全車両において防犯カメラの設置を義務付ける方針を固め、防犯カメラが設置されていない既存車両についても設置するよう求められた。

### 被害者
20歳の女子大学生が執拗に襲われ、胸や背中などに重傷を負った。被害者は女子大学生を含め20代から50代の乗客の男女10人で、刺傷されたのは女性3人、男性1人であった。女子大学生以外の刺傷者は、男が振り回した刃物に当たって怪我をしたと見られている。刺傷した4人以外の被害者は、逃げる際に転倒するなどして負傷した。複数の被害者が精神的な被害も受けており、人混みに恐怖を感じたり、電車の利用ができなくなったりしているという。

### 裁判
2021年9月21日、東京地検が東京地裁に求めていた被疑者の鑑定留置が認められた。期間は9月22日から12月17日まで。
2023年7月14日、東京地方裁判所で懲役19年（求刑懲役20年）の判決が下された。

## フェミサイドの観点
容疑者の男は捜査本部の調べに対し、「6年ほど前から幸せそうな女性を見ると殺してやりたいと思うようになった」と女性に対して強い殺意を持っていた旨の供述を繰り返した。また、犯行前日に食料品店で万引きをした際に女性店員から摘発されたことが犯行決意の遠因として挙げられている。
男によるこうした言動から、捜査関係者は、男が一方的に女性への歪んだ感情を募らせていったとみており、女性を狙った「ミソジニー犯罪」や「ヘイトクライム」、「フェミサイド」の可能性が指摘されている。

### 再発防止運動への誹謗中傷
本事件を受け、「女性というだけで命を脅かされる社会はおかしい」として抗議するフラワーデモが8月11日に全国38か所で行われた。また、実態解明や再発防止を求める署名運動が大学生を中心として行われ、9月17日に集まった署名1万7000筆および要望書が法務省宛に郵送された。事件から1年が経過した2022年8月6日にも再度、同様の事件への対策強化を求める集会が行われた。
こうした動きに対し、ネット上では「お前が刺されればよかったのに」「売名行為だろう」などといった運動参加者を誹謗中傷する投稿が相次いだ。また、声を挙げた人に対して、事件で使用された凶器と同じタイプの刃物の写真を送ったり、無言電話をかけたりする者も発生したという。弁護士によると、こうした攻撃は名誉棄損罪や侮辱罪、脅迫罪などの可能性があるとされる。

### 有識者の見解
- 社会学者の上野千鶴子は、2016年に韓国で発生した「江南ミソジニー殺人事件」との類似があると指摘した[33]。
- 弁護士の伊藤和子は、「女性を狙った憎悪犯罪（ヘイトクライム）、フェミサイドという性格が色濃いことが懸念されます」とコメントした[24]。
- 著作家の北原みのりは、本事件をフェミサイドであると指摘したうえで、「女性に向けられる殺意や暴力があることを社会が認めないのは女性の命が軽く見られていることの表れでもあると思います。殺人や性犯罪だけでなく、すれ違いざまにわざと体当たりしてくるぶつかり男もそうです。彼らは屈強な男を狙うことはない。相手を選んでいるのです」とコメントした[34]。
- ジャーナリストの堀潤は、過去に秋葉原通り魔事件を取材したときの失敗の経験を踏まえて、「今回の事件を機に“フェミサイド”について目が向くのは良いことだと思うが、事件を起こした動機や自死の理由など1つの要因だけに結びつけて語るのは良くないと考えている」とコメントした[35]。
- リディラバ代表の安部敏樹は、「電車という空間の中では日常的に痴漢が行われているわけで、男性から見えているものと、女性から見えているものには違いがあるということは認識すべきだろう。その意味では、今回の議論を機に、フェミサイドという女性を標的にした犯罪があるということを、みんなが知るべきだと思う」とコメントした[35]。

## 対策に向けた動き
- 小田急は本事件を受け、全駅に防御盾や防刃手袋を、運転台には防刃手袋を配備した[36]。
- 官房長官の加藤勝信は、2021年8月10日の記者会見で「極めて凶悪かつ悪質な事件だ。鉄道事業者、関係省庁間の連携を一層緊密にして違法行為の防止をしっかりと進めていく」と述べた[37]。
- 国土交通大臣の赤羽一嘉は、2021年8月10日の閣議後の会見で、鉄道、航空、バス、旅客船などの各事業者に対して安全確保を徹底する通知を出したことを発表し、「今後は捜査状況を注視し、必要な対策を速やかに検討する」と述べた[37][38]。
- 国家公安委員長の棚橋泰文は、2021年8月10日の記者会見で「極めて凶悪かつ悪質だ」と述べ、鉄道事業者や関係省庁などとの連携を強化することを示した[39]。
- 警察庁は、全国の警察に対し、鉄道テロ対策を徹底するよう指示を出した[39]。
- 福岡県警は、8月10日から当面の間、博多駅などで特別警戒活動を実施している[40]。